# Sankt Magdalena am Lemberg
Sankt Magdalena am Lemberg, St. Magdalena am Lemberg – dawna gmina w Austrii, w kraju związkowym Styria, w powiecie Hartberg. 1 stycznia 2013 została połączona z gminą Buch-Geiseldorf tworząc nowa gminę Buch-St. Magdalena.